# 高里椎奈
高里 椎奈（たかさと しいな、1976年12月27日 -）は日本の小説家。茨城県出身。女性。

## 略歴
芝浦工業大学工学部機械工学科卒業。1999年、『銀の檻を溶かして』で第11回メフィスト賞受賞。同作でデビュー。

## 作品リスト
出版社が未記載の作品については全て講談社ノベルスより発行。

「薬屋探偵怪奇譚」は順次講談社文庫より発行中。

### 薬屋探偵妖綺談
1. 銀の檻を溶かして（1999年3月5日）ISBN 978-4061820593 / 講談社文庫（2005年5月13日）ISBN 978-4062750844
2. 黄色い目をした猫の幸せ（1999年7月6日）ISBN 978-4061820845 / 講談社文庫（2005年12月15日）ISBN 978-4062752756
3. 悪魔と詐欺師（1999年12月6日）ISBN 978-4061821057 / 講談社文庫（2006年6月15日）ISBN 978-4062754262
4. 金糸雀（カナリア）が啼く夜（2000年5月8日）ISBN 978-4061821316 / 講談社文庫（2006年9月16日）ISBN 978-4062755122
5. 緑陰の雨 灼けた月（2000年9月6日）ISBN 978-4061821484 / 講談社文庫（2007年1月12日）ISBN 978-4062756143
6. 白兎が歌った蜃気楼（2001年2月6日）ISBN 978-4061821712 / 講談社文庫（2007年4月13日）ISBN 978-4062757171
7. 本当は知らない（2001年8月6日）ISBN 978-4061821989 / 講談社文庫（2007年9月14日）ISBN 978-4062758499
8. 蒼い千鳥 花霞に泳ぐ（2002年4月5日）ISBN 978-4061822436 / 講談社文庫（2007年12月14日）ISBN 978-4062759199
9. 双樹に赤 鴉の暗（2002年10月7日）ISBN 978-4061822788 / 講談社文庫（2008年5月15日）ISBN 978-4062760317
10. 蝉の羽（2003年8月8日）ISBN 978-4061823273 / 講談社文庫（2008年8月12日）ISBN 978-4062761307
11. ユルユルカ（2004年3月5日）ISBN 978-4061823648 / 講談社文庫（2009年1月15日）ISBN 978-4062762502
12. 雪下に咲いた日輪と（2005年3月8日）ISBN 978-4061824225 / 講談社文庫（2009年5月15日）ISBN 978-4062763264
13. 海紡ぐ螺旋空の回廊（第一部完結）（2006年4月7日）ISBN 978-4061824768 / 講談社文庫（2009年9月15日）ISBN 978-4062764742
14. 深山木薬店説話集（短編集）（2006年6月7日）ISBN 978-4061824867 / 講談社文庫（2012年8月10日）ISBN 978-4062773379
15. 翡翠の風と踊る死者（2022/9/14）ISBN 978-4065293256

### 薬屋探偵怪奇譚
薬屋探偵妖綺談 第二部
1. ソラチルサクハナ（2007年8月7日）ISBN 978-4061825413 / 講談社文庫（2013年3月15日）ISBN 978-4062774864
2. 天上の羊 砂糖菓子の迷児（2008年6月6日）ISBN 978-4061825987 / 講談社文庫（2013年7月12日）ISBN 978-4062775953
3. ダウスに堕ちた星と嘘（2009年10月7日）ISBN 978-4061826755 / 講談社文庫（2013年11月15日）ISBN 978-4062776905
4. 遠に呱々泣く八重の繭（2011年2月8日）ISBN 978-4061827592 / 講談社文庫（2014年3月14日）ISBN 978-4062777902
5. 童話を失くした明時に（2011年9月7日）ISBN 978-4061827929 / 講談社文庫（2014年7月15日）ISBN 978-4062778664
6. 来鳴く木菟 日知り月（2012年11月7日）ISBN 978-4061828520 / 講談社文庫（2015年1月15日）ISBN 978-4062930031
7. 星空を願った狼の（2015年7月7日）ISBN 978-4062990523 / 講談社文庫（2017年8月9日）ISBN 978-4062937269
8. 君にまどろむ風の花（2017年6月8日）ISBN 978-4062990974

### ドルチェ・ヴィスタ（完結）
1. それでも君が[注 1]（2002年2月7日）ISBN 978-4061822320
2. お伽話のように（2003年3月5日）ISBN 978-4061823037
3. 左手をつないで（2004年10月7日）ISBN 978-4061823969

### フェンネル大陸シリーズ

#### フェンネル大陸 偽王伝
1. 孤狼と月（2004年5月11日）ISBN 978-4061823716 / 講談社文庫（2010年5月14日）ISBN 978-4062765985
2. 騎士の系譜（2004年12月7日）ISBN 978-4061824089 / 講談社文庫（2010年5月14日）ISBN 978-4062766340
3. 虚空の王者（2005年6月7日）ISBN 978-4061824348 / 講談社文庫（2010年8月12日）ISBN 978-4062767156
4. 闇と光の双翼（2005年11月5日）ISBN 978-4061824553 / 講談社文庫（2011年2月15日）ISBN 978-4062768764
5. 風牙天明（2006年1月12日）ISBN 978-4061824652 / 講談社文庫（2011年9月15日）ISBN 978-4062770477
6. 雲の花嫁（2006年11月8日）ISBN 978-4061825055 / 講談社文庫（2012年2月15日）ISBN 978-4062771863
7. 終焉の詩（西大陸編完結）（2007年3月7日）ISBN 978-4061825208 / 講談社文庫（2012年6月15日）ISBN 978-4062772853

#### フェンネル大陸 真勇伝
1. 草原の勇者（2008年1月11日）ISBN 978-4061825727
2. 太陽と異端者（2008年12月5日）ISBN 978-4061826281
3. 雪の追憶（2009年8月7日）ISBN 978-4061826618
4. 黄昏に祈る人（2010年6月8日）ISBN 978-4061827097
5. 星々の夜明け（2010年7月7日）ISBN 978-4061827240

#### フェンネル大陸 外伝
1. 天球儀白話（2010年9月7日）ISBN 978-4061827417

### なりそこない
- なりそこない（2011年11月18日 f-Clan文庫）ISBN 978-4837936046

### 天青国方神伝
- アケローンの邪神（2012年3月7日）ISBN 978-4061828247
- バラトルムの功罪（2012年7月5日）ISBN 978-4061828414
- カエクスの巫女（2013年12月5日）ISBN 978-4062990035

### 祈りの虚月
- 祈りの虚月（2013年5月8日）ISBN 978-4061828636

### うちの執事が言うことには

#### うちの執事が言うことには
- うちの執事が言うことには 1（2014年3月25日 角川文庫）ISBN 978-4041012642
- うちの執事が言うことには 2（2014年7月25日 角川文庫）ISBN 978-4041014912
- うちの執事が言うことには 3（2014年11月22日 角川文庫）ISBN 978-4041014929
- うちの執事が言うことには 4（2015年3月25日 角川文庫）ISBN 978-4041025895
- うちの執事が言うことには 5（2015年7月25日 角川文庫）ISBN 978-4041025901
- うちの執事が言うことには 6（2015年11月25日 角川文庫）ISBN 978-4041025918
- うちの執事が言うことには 7（2016年3月25日 角川文庫）ISBN 978-4041039090
- うちの執事が言うことには 8（2016年7月23日 角川文庫）ISBN 978-4041046166
- うちの執事が言うことには 9（2016年11月25日 角川文庫）ISBN 978-4041046173
- うちの執事が言うことには EX（2019年4月24日 角川文庫）ISBN 978-4041077641
- うちの執事が言うことには（2019年4月15日 角川つばさ文庫）ISBN 978-4046318602

#### うちの執事に願ったならば
- うちの執事に願ったならば（2017年3月25日 角川文庫）ISBN 978-4041052716
- うちの執事に願ったならば 2（2017年8月25日 角川文庫）ISBN 978-4041052723
- うちの執事に願ったならば 3（2017年11月25日 角川文庫）ISBN 978-4041061787
- うちの執事に願ったならば 4（2018年4月25日 角川文庫）ISBN 978-4041061794
- うちの執事に願ったならば 5（2018年8月24日 角川文庫）ISBN 978-4041069905
- うちの執事に願ったならば 6（2018年12月22日 角川文庫）ISBN 978-4041069912
- うちの執事に願ったならば 7（2019年8月23日 角川文庫）ISBN 978-4041084373
- うちの執事に願ったならば 8（2019年12月24日 角川文庫）ISBN 978-4041084380
- うちの執事に願ったならば 9（2020年8月25日 角川文庫）ISBN 978-4041097878
- うちの執事に願ったならば EX（2021年2月25日 角川文庫）ISBN 978-4041109717

### 雰囲気探偵 鬼鶫航
- 雰囲気探偵 鬼鶫航（2014年4月3日）ISBN 978-4062990127 / 講談社文庫（2017年2月15日）ISBN 978-4062935906

### 迷子と迷子のアクセサリー店
- 迷子と迷子のアクセサリー店 家なき少年と彷徨う国（2014年7月15日 ビーズログ文庫）ISBN 978-4047297906

### 異端審問ラボ
- 異端審問ラボ 魔女の事件簿1（2015年12月17日 講談社タイガ）ISBN 978-4062940122
- 異端審問ラボ 魔女の事件簿2（2016年5月19日 講談社タイガ）ISBN 978-4062940320
- 異端審問ラボ 魔女の事件簿3（2016年12月20日 講談社タイガ）ISBN 978-4062940542

### 幻想風紀委員会
- 幻想風紀委員会 物語のゆがみ、取り締まります。（2017年8月12日 ビーズログ文庫アリス）ISBN 978-4047309722

### 招キ探偵事務所
- 招キ探偵事務所 字幕泥棒をさがせ（2018年3月22日 講談社タイガ）ISBN 978-4062941082

### 私立シードゥス学院
- 私立シードゥス学院 小さな紳士の名推理（2020年10月23日 角川文庫）ISBN 978-4041098714
- 私立シードゥス学院II 小さな紳士と学院の謎（2021年5月21日 角川文庫）ISBN 978-4041113059
- 私立シードゥス学院III 小さな紳士と秘密の家（2021年12月21日 角川文庫）ISBN 978-4041119655

### 雨宮兄弟の骨董事件簿
- 雨宮兄弟の骨董事件簿（2022年11月22日 角川文庫）ISBN 978-4041129494
- 雨宮兄弟の骨董事件簿 2（2023年7月21日 角川文庫）ISBN 978-4041136799
- 雨宮兄弟の骨董事件簿 3（2024年3月22日 角川文庫）ISBN 978-4041145371

### 黒猫とショコラトリーの名探偵
- 黒猫とショコラトリーの名探偵（2024年10月25日 角川文庫）ISBN 978-4041154144
- 黒猫とショコラトリーの名探偵 月夜の猫会議（2025年5月23日 角川文庫）ISBN 978-4041161012

### ノベライゼーション
- 小説 のだめカンタービレ（2006年12月22日 原作：二ノ宮知子、脚本：衛藤凛）ISBN 978-4062137683
- 小説 レッドクリフ（上）（2008年10月2日 講談社）ISBN 978-4062150576
- 小説 レッドクリフ（下）（2009年3月11日 講談社）ISBN 978-4062152570

### 漫画原作
- 玻璃月蜻蛉縁物語（漫画：岩崎美奈子、一迅社）
- A-presto〜ア・プレスト〜（漫画：十峯なるせ、一迅社）
- 少年×少女小説家男子高校生のかくシごと（漫画：木与瀬ゆら、一迅社）

## メディア・ミックス

### コミカライズ
- うちの執事が言うことには（2015年11月 - 2019年5月、KADOKAWA、作画：音中さわき、全10巻）
- 雨宮兄弟の骨董事件簿（2025年6月 - 、KADOKAWA、漫画：夜空のうどん、既刊1巻）

### 映画
- うちの執事が言うことには（2019年5月公開、東映、主演：永瀬廉〈King & Prince〉）

## 備考